# Aritmologia

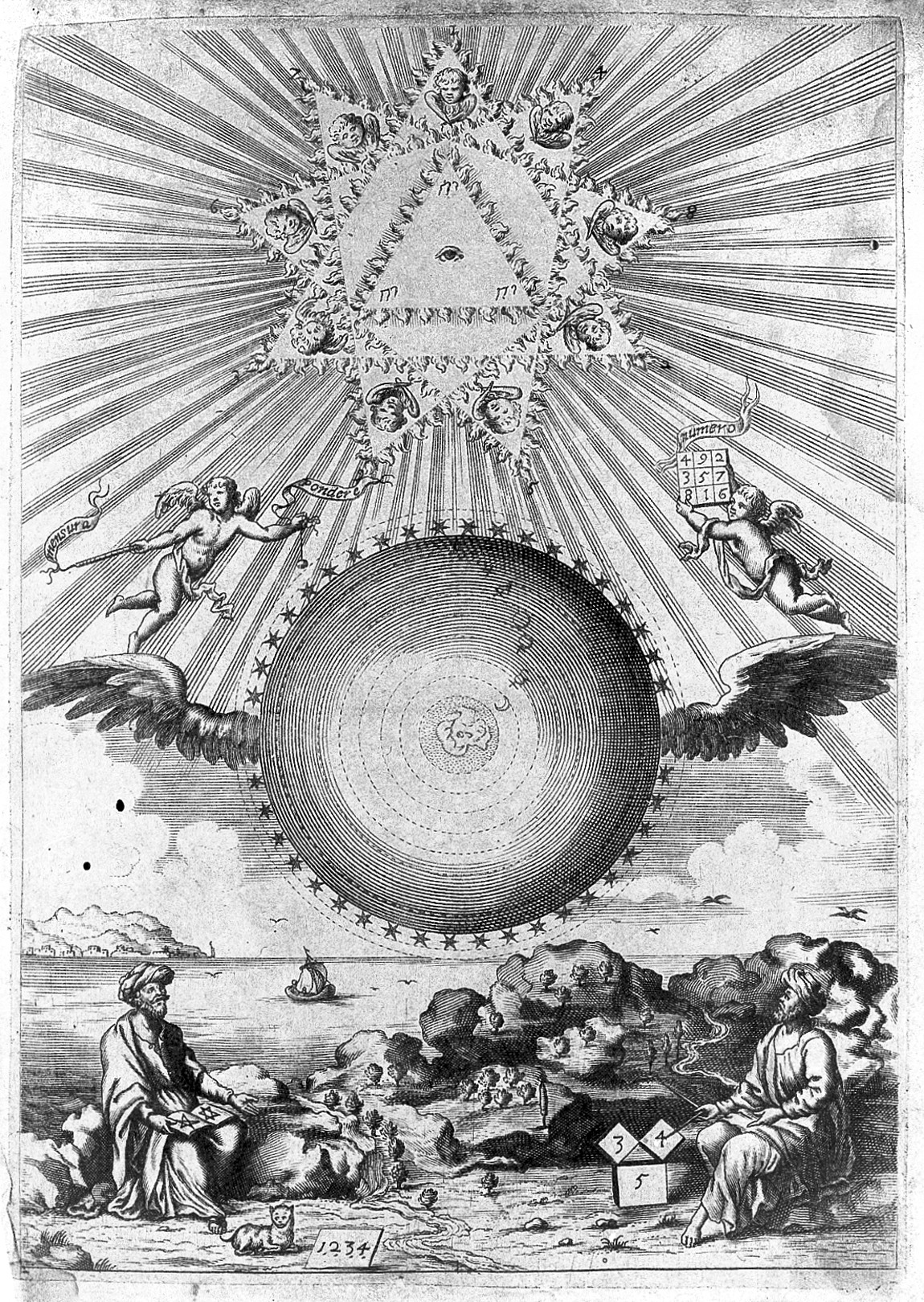
Illustrazione dei contenuti dell'aritmologia nell'antiporta dell'opera Arithmologia di Kircher.

L'aritmologia (dal greco ἀριθμός = numero, e λόγος, logos, "parola", "discorso", o "indagine") o aritmetica speculativa è una disciplina che studia le proprietà divine e simboliche dei numeri in sé od ontologici, ossia quelli a cui sono legati concetti come unità, dualità, ovvero nozioni astratte.

## Origine del termine

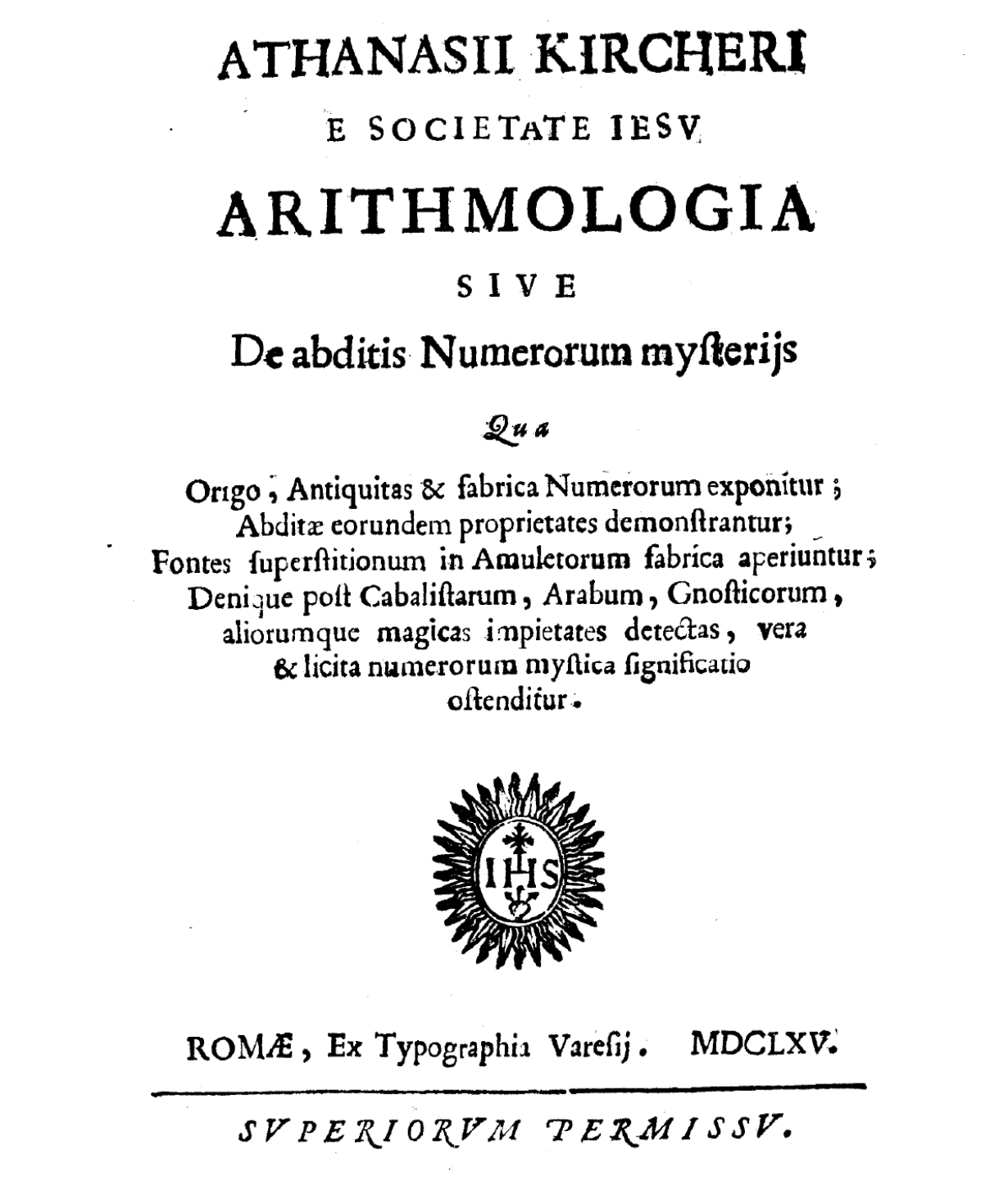
Frontespizio dell'opera aritmologica di Kircher

Non di rado, nella letteratura accademica, si incontra il termine aritmologia con usi che si possono definire "fluidi" e responsabili di alcuni fraintendimenti. Risulta utile, allora, tornare al senso originale di questo termine che fa la sua comparsa abbastanza recentemente e, per questo, è considerato un neologismo. Il vocabolo compare già nel XIX secolo in un libro di Antoine Fabre d'Olivet (1767 – 1825): Les Vers dorés de Pythagore, expliqués et traduits pour la première fois en vers eumolpiques français, précédés d'un Discours sur l'essence et la forme de la poésie, chez les principaux peuples de la terre ma fu l'ellenista belga Armand-Louis-Joseph Delatte (1886 — 1964) a coniarne per la prima volta una definizione che possiamo leggere nella sua opera del 1915: Études sur la littérature pythagoricienne. Secondo quando afferma lo studioso belga, l'aritmologia è l'insieme degli scritti che trattano il significato e il valore dei primi dieci numeri nei quali confluiscono sia solide ricerche scientifiche sia speculazioni religiose, filosofiche (anche fantasiose). Si arriva, così, ad una possibile definizione: l'aritmologia è un genere letterario che comprende scritti non matematici sulle proprietà dei primi dieci numeri. Un trattato che potrebbe fornire un classico esempio di scritto aritmologico è costituito dagli scritti sulla teologia dell'aritmetica attribuiti al neoplatonico siro Giamblico e conosciuto in latino come Theologumena Arithmeticae. Questo scritto greco affronta il simbolismo mistico, matematico, cosmologico dei primi dieci numeri e costituisce, secondo Waterfield, la testimonianza più estesa sulla materia pervenutaci dal mondo classico. In una nota, però, il Delatte precisa di non avere la paternità di questo termine ma di averlo già incontrato in un codice: Codex Atheniensis del XVII secolo (Biblioteca di La Chambre, nº 65, f. 198a) in cui sotto il titolo di Ἀριθμολογία ἠθική, vengono raggruppate delle serie numeriche di azioni oneste o disoneste, pie o empie, tratte dall'Antico Testamento. 
L'esperta di filologia ellenistica Silvia Pieri traccia una storia del termine aritmologia che riesce ad andare più indietro nelle fonti rispetto a Delatte e pone come terminus ante quem una pubblicazione del 1607 di Lodovick Lloyd (1573-1610) intitolata The pilgrimage of princes, penned out of sundry Greeke and Latine aucthours nella quale si legge: "A few arithmologies which Salomon the wise, and Jhesus the sonne of Syrach […] have amongst their ciefe writings noted".(p. 123) Una lettura dell'opera di Lloyd, più precisa rispetto al riferimento indiretto che la Pieri cita dalla voce Arìthmology dell’Oxford English Dictionary, ci mostrà il locus in cui compare questo vocabolo. Il compilatore di miscellanee gallese, precisa che questa esposizione si presenta numerologicamente divisa per due motivi: "for the ease of memorie, and for the delectation of minde": utilità e diletto. Di poco posteriore a Lloyd sono gli scritti del gesuita tedesco Athanasius Kircher che nel 1665 pubblica una Arithmologia sive de abditis Numerorum mysteriis (dal cui titolo si evince come per aritmologia si intendano proprio i mysteria dei numeri e nella di cui antiporta viene illustrato il contenuto dell'opera) e, quattro anni più tardi una Ars magna sciendi in cui troviamo leggiamo: "Est itaque Ars Combinatoria facultas Arithmologica". La Pieri, partendo dalle somiglianze tra le opere dei due autori, conclude: "Sia Kircher che Lloyd usano il termine senza darne alcuna spiegazione. Poiché essi lo danno per scontato, a quell’epoca doveva già esser ben noto e comprensibile da parte dei lettori o per lo meno da un certo pubblico. [...] L’introduzione del termine aritmologia, dunque, è ben più antica di quanto aveva supposto Delatte, ed è da collocarsi in un periodo culturale in cui si cominciò a prendere coscienza dell’uso simbolico del numero (forse in connessione con riflessioni etiche desunte dall’Antico Testamento), tanto da percepire questa prassi come un tipo di riflessione specifica che richiedeva, pertanto, un proprio nome".

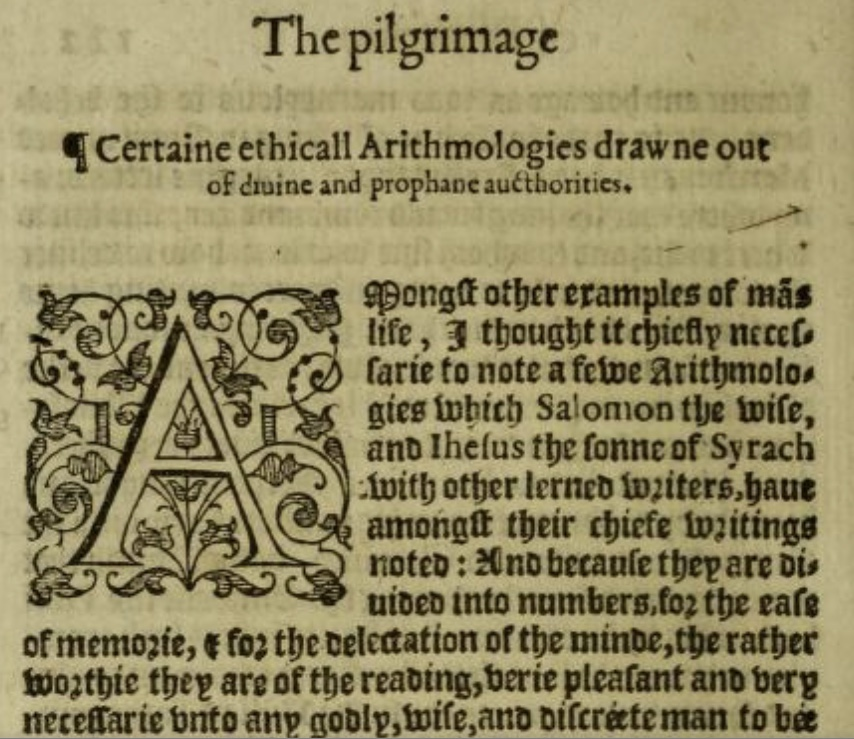
Il vocabolo arithmology nella pag. 122 di L. Lloyd, The pilgrimage of princes.

## Differenze dal simbolismo numerico
"Essendo un genere letterario, l'aritmologia deve essere distinta dal simbolismo numerico". 
Il simbolismo numerico, infatti, si presenta come un fenomeno culturale universale mentre, per quanto riguarda l'aritmologia si deve restringere il campo ad un filone di scritti che vedono il loro archetipo, come Zhmud sottolinea, nel cosiddetto Anonymus Arithmologicus, che presenta una decade di capitoli: uno per ogni numero dall'unità al 10. Questo antico scritto ha influenzato (e probabilmente è confluito) in opere successive come il Περὶ δεκάδος καὶ τῶν ἐντὸς αὐτῆς ἀριϑμÎν probabilmente di Anatolio di Laodicea o i Theologumena Arithmeticae. Quanto più uno scritto o frammento di esso presuppone una struttura simile a questi testi antichi tanto maggiormente può essere classificato come aritmologico.
Uno scritto di simbolismo numerologico presenta una trattazione dei singoli significati numerologici in modo indipendente (eccezion fatta per il paragone pitagorico della giustizia con il numero 4). È proprio dell'aritmologia, invece, concepire i numeri come reciprocamente correlati dando così origine ad un sistema chiuso che tratta sia le loro proprietà puramente matematiche sia le loro implicazioni filosofiche e teologiche. Quindi, ogni numero diventa un membro della progressione aritmetica da uno a dieci: uno è l'inizio dei numeri, due è il primo numero pari, tre è il primo numero dispari, quattro è il primo numero quadrato e dieci è il numero perfetto.

## Aritmologia nell’antichità classica
“All’epoca di Platone l’aritmologia si collega sia all’arte del numero, l’aritmetica, che all’arte del calcolo, la logistica, ma nella loro versione teoretica”.
Successivamente, con i commentatori delle opere platoniche assistiamo al passaggio della aritmologia alla sola aritmetica che era divenuta la disciplina delle realtà intellegibili ed eterne: una teoria numerologica. L’arte del calcolo, dall’altra parte, diventa una disciplina pratica che interessa le cose sensibili. 
In questo contesto di antichità classica, l’aritmetica si configura proprio come una disciplina includente anche l’aritmologia poiché  da essa non si possono scindere i suoi misteri.

## Motivi per l'assimilazione del simbolismo numerico antico nel cristianesimo
Nel periodo medievale l'aritmologia costituisce una vera e propria doctrina presente sia in specifici trattati ad essa dedicati o deducibile in altre opere inerenti alla Sacra Scrittura, la Liturgia o le arti del Trivium e Quadrivium.
Come Huizinga afferma: 
(J. HUIZINGA, L’autunno del Medioevo, Edizione Amazon Print on demand su licenza Newton Compton, Roma 2017, p. 233.)
Appare evidente, allora, che anche il "numero" appartiene ad una di quelle realtà che possono parlare di altro e per questo il periodo medievale arriva ad elaborare una vera dottrina numerologica, ossia una aritmologia che è testimonianza non tanto di una scienza analitica ma bensì di una dottrina sintetica come ben espone de Lubac aprendo il settimo capitolo della sua opera sulla esegesi medievale. A fondare questa lettura del numero che ne oltrepassa il semplice valore fenomenologico, presente comunque nei numeri concreti o sensibili che costituiscono l'oggetto dell'aritmetica pratica, è lo studio dei numeri "in sé" od ontologici a partire dal fondamento biblico che ne autorizza la ricerca. 

Un primo fondamento, più generico e valido per tutta la dimensione simbolico-allegorica medievale (da tenere presente, come Umberto Eco sottolinea, che in questo periodo i due termini sono sovrapponibili) è quello che si legge nella Prima Lettera ai Corinzi: 
(1 Cor 13,12)

Un secondo, esplicitamente legato ai numeri e spesso citato dai Padri della Chiesa e teologi medievali è quanto leggiamo nel libro della Sapienza: 
(Sap 11,21)
La realtà numerica, illuminata da questa consapevolezza scritturista, diventa un locus privilegiato del pensiero divino e scrutandola, studiandola e decifrandola diviene possibile avvicinarsi ad esso. 

## LaDoctrina numerorum[25]nel Medioevo
Il ruolo di "traghettatore" del sapere classico e patristico nella tarda antichità o albori dell'età media è assunto da Isidoro di Siviglia con il suo caratteristico slancio enciclopedistico. Per quanto riguarda i numeri possiamo trovare una raccolta della dottrina numerologica ellenistica nel Liber numerorum e nelle Etymologiae. Lo stile di "collezione" del sapere, con le peculiari differenze che caratterizzano ogni fase medievale, sarà riscontrabile fino al XII e XIII. Circa l'aritmologia, infatti, se consideriamo le opere di Ugo da San Vittore e ne estrapoliamo le numerose allegorie numeriche possiamo ottenere quasi una opera omnia de numero di Sant'Agostino. Non c'è paura di sfruttare quanto già la filosofia pagana aveva esposto poiché proprio in virtù di Sap 11,21 è proprio la Parola divina ad aver già sacralizzato il contenuto di tali speculazioni. Stando alla riflessione di C. Montanari: 
(C.A. MONTANARI, Per figuras amatorias: l'Expositio super Cantica canticorum di Guglielmo di Saint-Thierry: esegesi e teologia (Analecta Gregoriana 110), Pontificia Università Gregoriana, Roma 2006, 181.)

### Fonti antiche e medievali
- Anatolio: περὶ δεκάδος καὶ τῶν ἐντὸς αὐτῆς ἀριθμῶν (Sopra la decade e i numeri che la formano).
  - Traduzione in francese con una introduzione nel sito di Philippe Remacle (1944 - 2011).
- Codex Atheniensis, XVII secolo, (Biblioteca di La Chambre, nº 65, f. 198a).
- Giamblico, Il numero e il divino. La scienza matematica comune. L'introduzione all'aritmetica di Nicomaco. La teologia dell'aritmetica (I classici del pensiero), ed. Francesco Romano, Rusconi, Milano 1995.

- Odo Morimundensis, Analytica numerorum et rerum in theographiam, ed. H. Lange, (CIMA 40).
- Rabanus Maurus, Liber de computo (PL 107).
- Regino Prumiensis Abbas, De Harmonica Institutione', (PL 132).